# 李眾勝堂

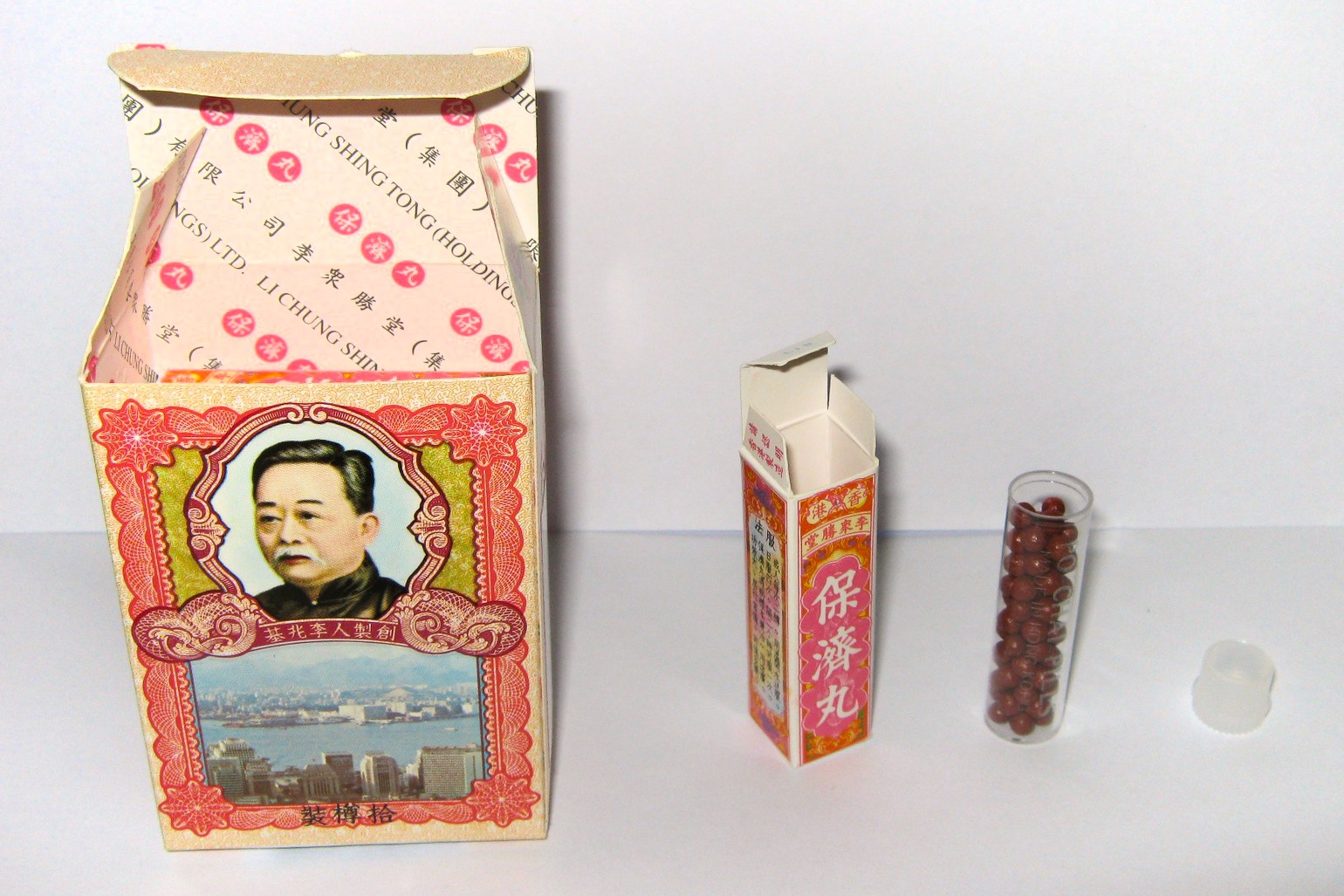
李眾勝堂保濟丸拾樽裝

李衆勝堂，全稱李衆勝堂（集團）有限公司，雅各臣科研製藥有限公司旗下，由李兆基在清光绪二十二年（1896年）於佛山始創，以生產保濟丸闻名於世，屬老字號中成藥。李衆勝堂保濟丸於2014年由北角舊廠遷至位於大埔之新廠房進行生產，並獲得由香港衛生署頒發 「中成藥生產質量管理規範」 （GMP）認證，全港藥房普遍有售，其主要出口市場包括東南亞、韓國、日本、台灣等地，現時在内地销售的名稱是「普济丸」。

## 歷史

### 早期
始創人李兆基，原籍廣東新會縣，光緒初年移居佛山，居文明里，自號「李耕就堂」。早期以經營小商為業，後以賣涼茶為生。他信奉道教，在家中設有呂祖神像，朝夕虔誠奉祀。
早期的佛山古鎮，從事鑄鐵等高溫行業手作工人和習武之人較多，因廣東濕熱氣候，人們有經常喝涼茶保健的習慣。李兆基通過自學以及請教名老中醫，掌握了一些中草藥知識後自製配方，煎製「普濟茶」在祖廟大街擺賣。因「普濟茶」對一些頭暈身熱小病痛頗有療效，小涼茶店也生意興隆。李為人勤勞、善良，遇有街坊肚疴頭暈者都贈以草藥或送上涼茶，不收分文，因此頗受百姓稱道。
「普濟茶」的廣受歡迎使李兆基萌生將其製成中成藥丸劑的想法，他在原有涼茶配方基礎上，根據傳統醫學理論，憑籍醫藥知識和經驗，在光緒二十二年（1896年），研製生產了對四時感冒、噁心嘔吐、腸胃不適、發熱頭痛有特殊療效的保濟丸、勝保油、保和茶。其中保濟丸療效顯著、售價低廉、便於服食、易於攜帶而廣受歡迎，迎合了大多數因小病痛無暇就診和煎藥的勞動民眾和商旅需求。
隨著業務日趨發展，李兆基不再賣涼茶而專事製售保濟丸，並改號「李衆勝堂」，門前懸掛「保濟滋大」木刻牌匾，意普濟民生。保濟丸後來銷量猛增，除中國各省，東南亞及港澳藥商也紛紛前來定購，當時有「北有六神丸，南有保濟丸」的稱號。隨著製藥規模不斷擴大，李兆基在祖廟大街原有店鋪基礎上購地擴大製藥工場規模，後又廣置房產，成為佛山中成藥業富戶。李兆基在致富後仍熱心善舉，對無力就醫的貧苦人眾施醫贈藥；對產後無錢補養身體的婦人則施薑醋，獲得大家很好的口碑。
1910年，李衆勝堂在省城廣州西關槳欄街（現槳欄路）設分行。1916年在香港設分行，1940年在上海設分銷處。註冊商標均為「衆勝牌」。
李兆基逝世後，養子李賜豪繼承父業，業務蒸蒸日上。李賜豪也秉承父親熱心公益的習慣，在中山公園內出資籌建佛山精武體育會新會所，以先父李兆基的名義慷慨捐資一萬銀毫，為出資最多者。為紀念李兆基，在精武會主體建築上，懸掛了由胡漢民題寫的「紀念李衆勝堂兆基先生」木匾。
民國二十七年（1938年）佛山淪陷，李賜豪舉家遷移香港，只留親信繼續掌管業務。
中華人民共和國建政後，1953年，佛山祖鋪和上海分銷處結束營業，全部業務遷往廣州李衆勝堂。1956年當局對私營企業進行「生产资料所有制的社会主义改造」，以李衆勝堂藥廠為基點廠，九間私人製藥廠被合併成「公私合營李衆勝聯合製藥廠」。

### 原廣州藥廠

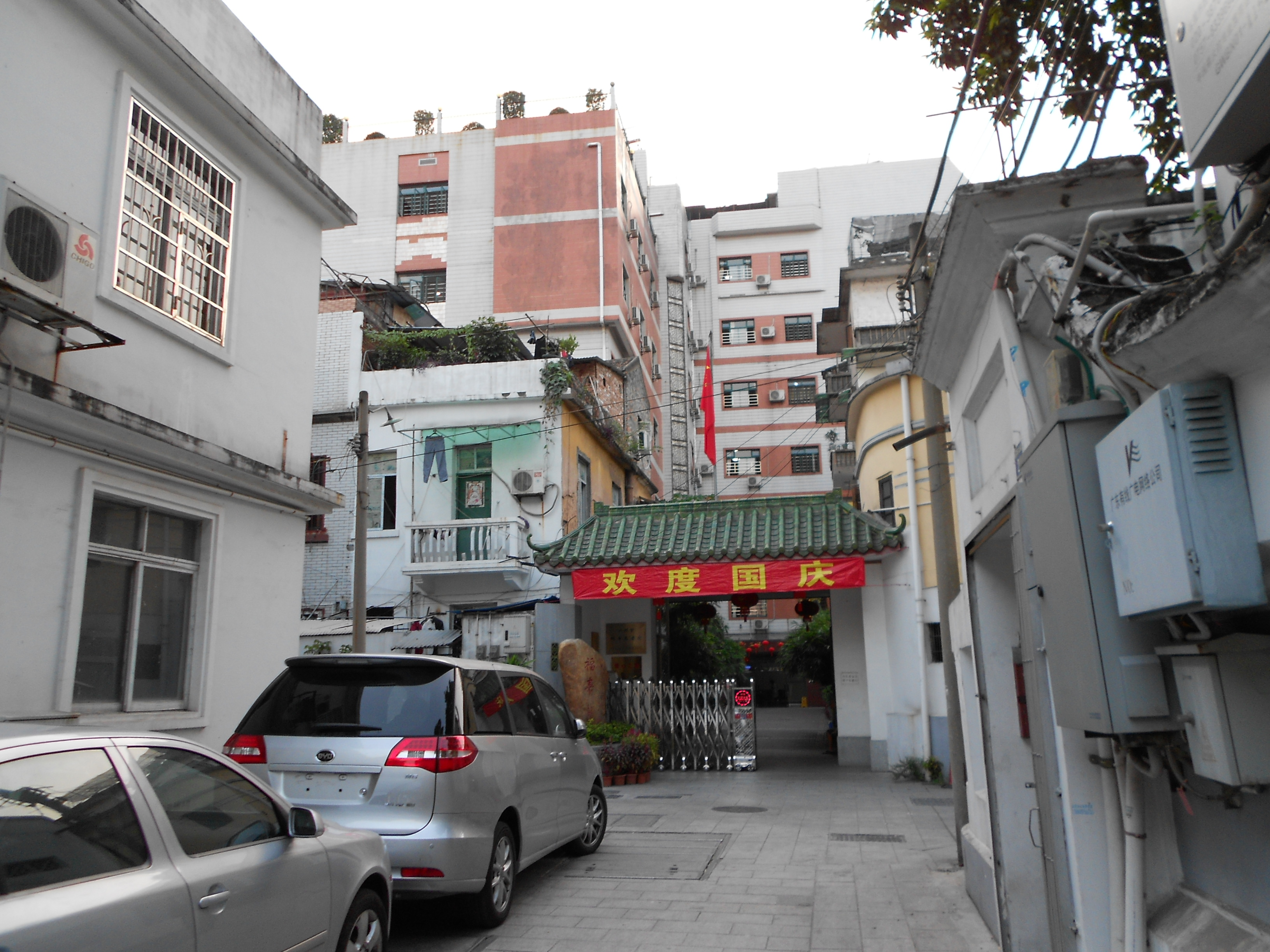
廣州眾勝藥廠舊址，現時已變成老人院。

被當局合併而成的「公私合營李衆勝聯合製藥廠」，由九間藥廠組成，他們是何明勝堂成藥社（1651年創立）、李衆勝堂藥行（1896年創立）、廣禎祥中藥廠（1902年創立）、馬百行藥廠（1910年創立）、必得勝藥行（1910年創立）、太和洞藥行（1918年創立）、唐人中藥廠（1921年創立）、鄒家園藥廠（1932年創立）、勝利藥號（1947年創立），其中太和洞成功在1961年由廣州遷至香港，易名為太和洞藥廠經營至今。1950年代末期，保濟丸以「康寧丸」的名稱出口香港和東南亞地區。 1964年，保濟丸在內地註冊商標改為「廣中牌」。後來公私合營李衆勝聯合製藥廠到1965年文化大革命初期，按照當局破四旧的意思再被合併到廣州中藥三廠，位於荔灣區西關昌華横街9號。
1979年起，中药三厂着手研究保济丸包衣材料的代用和工艺改革，至1980年上半年完成以食用色素及红铁氧混合料代替朱砂包衣的改革，既保持了原有色泽，又提高了质量。保济丸自创制以来，一直沿用纸包装，防潮能力差，故从1981年起，该厂又把纸包装改为透明塑膠樽。同年保济丸被评为广东省优质产品。
1982年，中药三厂与广州中医学院（現广州中医药大学）合作，对保济丸作了显微鉴别研究，分析保济丸中各种药材的组织结构，分别找出各自的显微特征，以利于进一步提高保济丸的内在质量。随着保济丸销路越来越广，产量越来越大，该厂从1983年起又探索采用沸腾床干燥形式，使干燥速度加快，比原来用蒸汽箱时提高了1.5倍，损耗率从原来的1%下降到0.3%，而且丸粒的干燥均匀。
1983年，保济丸以其历史悠久、疗效显著、品质优良、价格低廉、产销量大等特点而获国家银质奖，成为广州市中成药中第一个获得国家银质奖的产品。据统计，在20世紀50年代初，保济丸的年产量不足30吨，到1983年，保济丸的年产已增加到300吨。
1983年2月，中共中央统一战线工作部和商业部联合发文规定：公私合营资产已属国家所有，不应退还本人。有学者对这一“不应退还”政策提出了质疑：既然向私股股东支付“定息”，就说明“公家”承认私股股东对于合营财产的所有权。
1989年，中药三厂再被改名为「广州众胜药厂」。到了2000年3月，广州众胜药厂因虧損，母公司廣藥集團决定由广州中药一厂（現广州白云山中一药业有限公司）托管。同年9月25日，在中药一厂托管众胜药厂的基础上，廣藥集團决定由广州中药一厂吸收合并广州众胜药厂，至此在廣州的分店正式消失，保濟丸改為「中一牌」，原址被授予私人企業並改為「晶辉养老院」。
到二十一世紀，中一藥業停止生產保濟丸，改由廣藥集團旗下另一企業王老吉藥業生產廣州牌保濟丸。另外保濟丸的傳統英文名稱也被當局改為。

### 香港

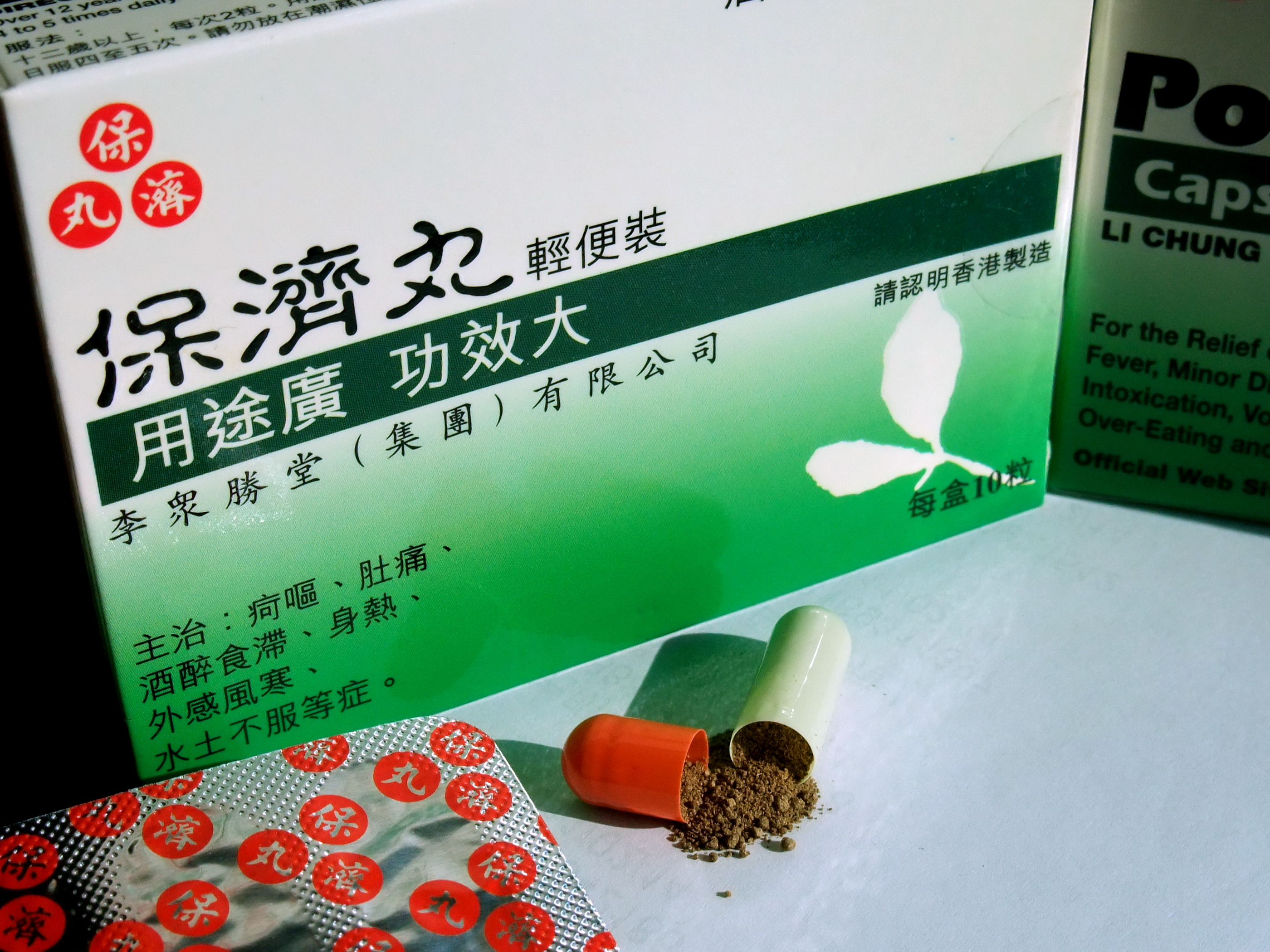
李眾勝堂保濟丸輕便裝

李賜豪遷港後，在香港上環文咸東街繼續設廠經營保濟丸，日佔期間搬到灣仔，直到六十年代遷往北角，改由機器生產。保濟丸的商標仍用佛山始創「李衆勝堂」，並印上李兆基頭像作商標，上世紀五十年代於廣州分行被收歸國有後，香港李衆勝堂跟內地正式分家，李氏後人其後更在包裝標榜「香港製造」。除暢銷港澳外，東南亞地區也盛行一時，在七十年代成功開拓東南亞市場，又斥巨資大賣廣告，找薛家燕任代言人，宣傳其生產和包裝全自動化，成為家傳戶曉的品牌，是保濟丸全盛期。
1988年李賜豪逝世，澳門葡籍二太太李嘉倫獲分兩成李眾勝堂（集團）股權，並成為遺產執行人接手經營家族生意，李家與稅務局就保濟丸商標的估值拉鋸近10年，最終在1998年才納下2,500多萬元遺產稅。1997年李嘉倫的兒子李偉能回港繼承保濟丸生意。李偉能曾於美國留學、取得美國化學公會會員資格，行事低調。而李賜豪元配梁福意所生的12名子女中，亦有部分在李衆勝堂保留股份，較為大眾熟悉的是第四子李亮能。李亮能退休前曾任新界南拓展處總設計師，其後出任中國香港足球總會主席及香港中國象棋總會會長，並是球隊保濟丸的持牌人，其妻李葉慧璣曾任保良局主席和香港房屋協會副主席。
李賜豪臨終遺願希望將公司上市，於2000年李嘉倫趁醫藥股興起之際，透過元大證券籌備將公司上市。負責的元大董事是葉劉淑儀親姪葉天賜，找來有歐洲基金背景的基金管理公司「Pan Asia Capital Manager Ltd」以可換股債券形式借出4,000萬元投資壯大公司實力。按當時協議，李嘉倫將佔大股持有李衆勝堂（集團）五成五股權的「Po Chai Herbal Technology」及持有八成保濟丸商標股權的「Quinwood」這兩間控股公司的部分股份用作抵押。2001年李賜豪正室包括李亮能等的6名子女控告繼母李嘉倫擅自取用他們應得的1,400萬股息，用來償還她欠公司的債務，並指李嘉倫及其兒子李保能，以及正室另一名兒子李鉅能，合共欠公司3,700萬元，最後雙方庭外和解。其後李眾勝堂的上市計劃因代表「Pan Asia」的葉天賜拒絕簽名而未能上市。由於雙方對抵押股份對現可換股債券的到期日有爭議，葉天賜堅稱是2004年1月2日而李衆勝堂一方則認為是2006年，由於李眾勝堂只還款接近1,000萬元，引發李衆勝堂位於北角七姊妹道的廠房遭人上門強行撬門接管，於報警求助後，並須向法庭申請禁制令，禁止對方再派員進入廠房。
受惠於《內地與港澳關於建立更緊密經貿關係的安排》，香港保濟丸可零關稅在内地销售，但因商標問題名稱改用「普济丸」。
2010年3月，新加坡衛生當局發現保濟丸輕便裝含有可引致嚴重副作用的「酚酞」及「西布曲明」，副作用會導致血壓上升，長期服用還可能會致癌。2010年3月24日，香港衛生署於產品樣本驗出相同成份，已指令製藥商回收。兩日後，陸續有市民到退回已購買的保濟丸。同時，衛生署調查發現藥廠在較早前已發現問題保濟丸而自行回收，但無通知當局，李眾勝堂已為市民退貨及通知零售商將產品下架。在澳門衛生局方面亦已要求藥店停售問題保濟丸。
2011年，李衆勝堂已故掌舵人李賜豪元配一房的李亮能、李鏘能及李棣生以公司的名義入稟高院。原告李眾勝堂（集團）有限公司指，被告李賜豪的第二任妻子李嘉倫及已辭職的董事經理黃炳正監管產品不力，管理不善，令保濟丸膠囊未能達至安全標準，又向公眾及當局隱瞞產品內含致癌物質，並向公眾發放失實訊息，更無作出足夠的補救措施，結果令事件被傳媒報道為「藥物安全醜聞」，不但引致原告有金錢損失，更傷害原告的百年聲譽，被告須為此賠償給原告。
市面上也曾有冒牌保濟丸在藥房出售，衛生署指出冒牌保濟丸的包裝和藥丸顏色與正牌李衆勝堂保濟丸不同，冒牌品含有未標示的西藥成分雙氯芬酸鈉，可引致腸胃不適、胃潰瘍及出血。

## 相關資料
- 雅各臣科研製藥
- 歐化藥業
- 歐化藥業藥物受污染事件

## 外部連結
- 李眾勝堂保濟丸 （页面存档备份，存于）